# Джон Ґрін
Джон Майкл Ґрін (англ. John Michael Green; нар. 24 серпня, 1977) — американський письменник, який пише молодіжні романи, відеоблогер на YouTube.

## Дитинство та юність
Письменник народився у серпні 1977 року на Середньому Заході Америки, у густонаселеній столиці штату Індіана — Індіанополісі. Через три місяці після народження сина Майк та Сідні Ґрін у пошуках кращого місця проживання перебрались до штату Мічиган, а звідти — до Алабами. Молода сім'я поселилася у штаті Флорида. В Орландо Джон Ґрін вирушив до підготовчої школи «Хайленд».
Згодом сімейство повернулось до Алабами, де підлітка прийняли до «Індіан Спрінгс Скул», що знаходиться у передмісті Бірмінгему. Навчання Джона Ґріна завершилось у «Кеньйон-Коледж» у 2000 році. Молодому літератору вручили першу нагороду: диплом з релігієзнавства та англійської літератури.

## Літературна кар'єра
Після закінчення коледжу 23-літній Джон Ґрін пів року працював у дитячій лікарні як помічник капелана. Він планував отримати сан єпископального священника, але важкі страждання дітей надихнули Джона Майкла на літературний шлях.
Письменницька біографія Джона Ґріна розпочалась у Чикаго, куди він переїхав після роботи у лікарні. Молодий літератор почав працювати в журналі Booklist на посаді помічника редактора. Він займався написанням рецензій до белетристики.
У результаті плідної праці талановитий Джон Ґрін почав робити регулярні рецензії для щотижневої газети «Нью-Йорк Таймс», а для місцевої радіостанції автор писав оригінальні есе. У Чикаго Джон Ґрін розпочав роботу над своїм першим романом, який називався «У пошуках Аляски». Завершив роботу над книгою вже в Нью-Йорку, де жив із дружиною Сарою 2 роки. Роман побачив світ у 2005 році. Це підліткова історія, натхненна часом навчання в бірмінгемській школі.
Книга швидко стала популярною. 2006 року письменник став лауреатом премії Майкла Л. Принца за свій дебютний роман «У пошуках Аляски», а у січні 2012 року його черговий роман «Провина зірок» визнали найкращим бестселером за версією «Нью-Йорк Таймс» . Екранізація книги побачила світ у 2014 році. Ґрін також потрапив до списку 100 найвпливовіших людей світу 2014 року за версією журналу «Тайм».
Другий роман великого письменника — «Досить Катрін». Він вийшов в 2006 році. Вважається менш успішною роботою автора. У наступному році Джон Ґрін випустив збірник історій «Най сніжить. Три романтичні історії на свята». До книги ввійшли невеликі оповідання про пригоди підлітків під час Різдва.
Ґрін відомий своєю діяльністю в YouTube. У 2007 році він запустив канал VlogBrothers, який веде разом із братом Генком Ґріном. Відтоді Ґрін започаткував багато проєктів, як-от Project for Awesome та VidCon, та загалом створив із братом 11 каналів різної тематики, в тому числі навчальний канал Crash Course з короткими відеолекціями про літературу, історію та науку.

## Твори

### Романи
- «У пошуках Аляски» (англ. Looking for Alaska, 2005)
- «Досить Катрін» (англ. An Abundance of Katherines, 2006)
- «Най сніжить. Три романтичні історії на свята» (англ. Let It Snow: Three Holiday Romances, 2008), разом із Морін Джонсон та Лорін Міракл
- «Паперові міста» (англ. Paper Towns, 2008)
- «Віл Грейсон, Віл Грейсон» (англ. Will Grayson, Will Grayson, 2010), в співавторстві з Девідом Левітаном
- «Провина зірок» (англ. The Fault in Our Stars, 2012)
- «Черепахи аж до низу» (англ. Turtles All the Way Down, 2017)

### Оповідання
- «Приблизна вартість любові Керолайн» (англ. The Approximate Cost of Loving Caroline, 2006)
- «Великий американський Морп» (англ. The Great American Morp, 2007)
- «Дивак Гік» (англ. Freak the Geek, 2009)
- «Причини» (англ. Reasons, 2011)
- «Двічі за викликом» (англ. Double on Call, 2012)

### Інше
- Thisisnottom (2009), інтерактивний роман-загадка.[8][9]
- Zombicorns (2010), онлайн новела про зомбі.[10]
- The War for Banks Island (2012), продовження Zombiecorns, яке розсилається електронною поштою тим, хто пожертвував гроші на проєкт P4A.[11][12]
- The Sequel, незавершений роман, який став основою для роману «Провина зірок». Перші 6000 слів можна отримати поштою, якщо зробити пожертву на користь проєкту P4A.
- Блогери почали використати термін «поштовх Джона Ґріна». Так називають ефект, яким супроводжується свіжий пост література у Твіттері: після висловлювання автора відмічають різкий стрибок продажу його книг.
- В 2015 році Джон Ґрін потрапив до рейтингу «Форбс» як найбільш високооплачуваний автор. Його річний дохід складає $9 млн.

## Екранізації робіт
Улітку 2014 року на екранах кінотеатрів Америки з'явилась екранізація роману «Винні зірки». Головних персонажів зіграли актори Шейлін Вудлі та Енсел Елгорт.
В 2015 році кінокомпанія «Двадцяте Століття Фокс» зняла фільм, в основу якого покладено роман Джона Ґріна «Паперові міста». Прем'єра відбулась у червні. Головні ролі у кінокартині виконали Кара Делевінь та Нат Вульф, які зіграли Марго та К'ю.

## Українські переклади
- Джон Ґрін. Провина зірок. — К. : КМ-Букс, 2015. — 288 с. — ISBN 978-966-923-022-5.
- Джон Ґрін. Паперові міста. — К. : КМ-Букс, 2015. — 320 с. — ISBN 978-966-923-016-4.
- Джон Ґрін. В пошуках Аляски. — К. : КМ-Букс, 2016. — 288 с. — ISBN 978-617-7409-29-7.
- Джон Ґрін. Досить Катрін. — К. : КМ-Букс, 2017. — 280 с. — ISBN 978-617-7498-86-4.
- Джон Ґрін, Морін Джонсон, Лорін Міракл. Най сніжить. Три романтичні історії на свята. — К. : КМ-Букс, 2017. — 304 с. — ISBN 978-617-7498-23-9.
- Джон Ґрін. Черепахи аж до низу. — К. : КМ-Букс, 2018. — 296 с. — ISBN 978-617-7535-90-3.

## Громадська діяльність
У 2018 р. підписав звернення Американського ПЕН-центру на захист українського режисера Олега Сенцова, політв'язня у Росії.